# 茶並盾介殼蟲
茶並盾介殼蟲（学名：Pinnaspis theae）为盾介殼蟲科并盾介殼蟲屬下的一个种。